# Отон-Эбеон
Ото́н-Эбео́н (фр. Authon-Ébéon) — коммуна во Франции, находится в регионе Пуату — Шаранта. Департамент коммуны — Приморская Шаранта. Входит в состав кантона Сент-Илер-де-Вильфранш. Округ коммуны — Сен-Жан-д’Анжели.
Код INSEE коммуны — 17026.

## Население
Население коммуны на 2010 год составляло 390 человек.
| 1962 | 1968 | 1975 | 1982 | 1990 | 1999 | 2010 |
| ---- | ---- | ---- | ---- | ---- | ---- | ---- |
| 538  | 526  | 477  | 512  | 460  | 407  | 390  |

## Экономика
В 2010 году среди 234 человек трудоспособного возраста (15—64 лет) 160 были экономически активными, 74 — неактивными (показатель активности — 68,4 %, в 1999 году было 69,5 %). Из 160 активных жителей работали 151 человек (81 мужчина и 70 женщин), безработных было 9 (3 мужчин и 6 женщин). Среди 74 неактивных 17 человек были учениками или студентами, 41 — пенсионерами, 16 были неактивными по другим причинам.